# الكأس الوطني للهواة
الكأس الوطني للهواة هي مسابقة كرة قدم إقصائية سنوية تقام في مالطا و هي بطولة للاعبين الغير محترفين وبدون عقود.
البطولة مفتوحة لجميع الفرق التي تشارك في دوري الهواة الوطني والمستوى الثالث والأخير لكرة القدم المالطية وبعض الفرق من دوري جزيرة جوزو المالطية لكرة القدم . ويُسمح للفرق التي وصلت إلى الدور ربع النهائي بالمشاركة في الدور التمهيدي لكأس الاتحاد المالطي.

## نظام البطولة
تم إنشاء البطولة في عام 2020 ، بعد إعادة هيكلة عامة لنظام كرة القدم المالطي من قبل إتحاد مالطا لكرة القدم. تقرر إنشاء مسابقة استبعاد واحدة جديدة مخصصة للفرق من الفئات الأدنى. بدأ الموسم الأول من الكأس في أكتوبر 2020  ومن ثم أنقطعت وأعلنت لاحقًا إلغاءها في 9 أبريل 2021 بسبب قرار وزارة الخارجية بإيقاف جميع المسابقات بسبب جائحة كورونا COVID-19 في مالطا. كان مونكسار فالكونز وŻebbuġ Rovers أول فريقين من جزيرة غوزو يلعبان في المسابقة.
الفائز الحقيقي في المنافسة هو نادي صبار باتريك الذي فاز بالكأس عام 2022 . كان Zebbug Rovers أول فريق من جزيرة جوزو يمر بالجولة  ، وعندما تغلب في 8 أغسطس 2022  على نادي Pembroke Athleta F.C بنتيجة 6-2 ، وبالتالي كان أيضًا أول فريق من جزيرة جوزو يفوز على المعارضة المالطية في هذه المسابقة . و وصلوا إلى دور الـ16.